# Triaenodes drepana
Triaenodes drepana là một loài Trichoptera trong họ Leptoceridae. Chúng phân bố ở miền Australasia.